# 上下冊：live @ 雲門劇場
《上下冊：live@雲門劇場》是台灣歌手吳青峰的首張個人現場影音作品，由環球音樂與哈里坤的狂歡於 2021 年 4 月 9 日發行，收錄吳青峰於  2020 年 11 月 14 日、11 月 15 日在淡水雲門劇場的演出內容。本張作品僅於臺灣發行實體專輯，發行格式為藍光光碟，發行首週即成為各大排行榜的銷售冠軍，其中於五大唱片的銷售百分比達 93.8%。預購版限定贈禮為《十六葉：Legacy Live演唱會 DVD》。

## 作品概要

### 演唱會背景
配合吳青峰第二張錄音室專輯《冊葉一：一與一》的發行計畫，除了有舉辦於 Legacy 的連續 16 場售票演唱會《十六葉》（演出時間為 2020 年 10 月 16 日至 11 月 8 日）發軔在先，專輯發行後，又搭配了在淡水雲門劇場的兩場《上下冊》演唱會（演出時間為 2020 年 11 月 14 日、11 月 15 日），與音樂、表演藝術、裝置藝術等各領域的藝術家，共同演繹專輯內的 16 首歌曲，總結了整張專輯的製作概念。
《冊葉一：一與一》Disc 1 收錄多首吳青峰往年與劇場工作者共同完成的作品。延續這個線索，《上下冊》演唱會的演出呈現和節目規劃，皆以劇場形式進行。本次演出上下半場各 1 小時、中場休息 1 小時；中場休息時段，在雲門戶外的露台上也安排了演出。
《上下冊》演唱會創意總監由劇場製作人陳汗青擔綱，其他參與本次演出的表演藝術創作者包括：飾演說書人「費洛蒙小姐」的影視及劇場演員陳雪甄；表演藝術團體「小事製作」、「動見体」；曾登上《亞洲達人秀》的大環（Cyr wheel）藝術家楊世豪；以軟布與空氣創作舞台裝置的藝術家王德瑜。
吳青峰曾表示，自從某次為了看布拉瑞揚的演出而到訪雲門劇場，此後便一直嚮往有一天能在這個場地完成一場屬於自己的表演。

### 影音專輯包裝設計與預購限定品
藍光光碟以精裝書形式裝幀，收錄內容包括吳青峰創作《上下冊》的概念文集、藝術家的創作概念自述。預購限定品為單月連續演出 16 場，創下現場演出紀錄的《十六葉》Legacy 演唱會DVD。

## 曲目列表

#### 《上下冊》live @ 雲門劇場 BD
01〈Intro〉
02〈費洛蒙小姐〉
03〈我會 我會〉
04〈沙灘上的佛洛一德〉
05〈最難的是相遇〉
06〈阿茲海默〉
07〈穿牆人〉
08〈柔軟〉
09〈低低星垂〉
10〈中場休息〉
11〈寧靜海〉
12〈等〉
13〈年輪說〉
14〈困在〉
15〈一點點〉
16〈迷幻〉
17〈月亮河〉
18〈極光〉
《十六葉》Legacy Live 演唱會 DVD
01〈費洛蒙小姐〉
02〈我會 我會〉
03〈沙灘上的佛洛一德〉
04〈最難的是相遇〉
05〈阿茲海默〉
06〈穿牆人〉
07〈柔軟〉
08〈低低星垂〉
09〈歌頌者〉
10〈一點點〉
11〈迷幻〉
12〈別找我麻煩〉
13〈蔓延〉
14〈再也不見〉
15〈你的影子是我的海〉
16〈太空人〉

## 製作團隊
演唱會製作
- 創意總監｜陳汗青
- 導演｜吳秋觀
- 音樂總監｜徐千秀

參演藝術家
- 演員｜陳雪甄
- 〈費洛蒙小姐〉、〈年輪說〉、〈沙灘上的佛洛一德〉、中場休息表演之舞蹈設計與演出舞者｜小事製作
- 舞台裝置｜王德瑜
- 〈最難的是相遇〉、〈阿茲海默〉之大環特技演出｜楊世豪
- 〈困在〉、〈一點點〉、〈迷幻〉之演出設計與演出演員｜動見体
- 音樂演出
- 吉他/Band Leader｜鍾承洋
- 貝斯｜黃群翰
- 鼓手｜黃亮傑
- 鍵盤｜張少瑜
- 合聲｜黃玠瑋
- 電子鼓｜潘維瀚
- Programmer｜戴建宇

現場攝影及影像製作
- 導演｜陳映之
- 後期製作｜Imagine Cosmos

音樂製作
- 製作｜徐千秀
- 現場錄音｜吳育彰
- 音樂編輯｜單為明
- 混音﹑母帶｜柯宗佑

BD 產品
- 總策劃｜吳青峰
- 經紀｜哈里坤的狂歡
- 發行｜環球音樂

## 發行版本
| 地區 | 發行日期   | 發行形式 | 唱片公司 | 備註              |
| ---- | ---------- | -------- | -------- | ----------------- |
| 台灣 | 2021/04/09 | BD       | 環球音樂 | 產品編號：3572594 |

## 銷售排行
| 排行榜名稱                  | 日期                | 銷售成績 | 備註                                                                                            |
| --------------------------- | ------------------- | -------- | ----------------------------------------------------------------------------------------------- |
| 五大唱片影音榜              | 2021/4/9－2021/4/15 | #1       | 《上下冊：live@雲門劇場》預購版。 （註：《上下冊：live@雲門劇場》預購版。銷售百分比達 93.8%。） |
| 佳佳唱片 影音商品銷售排行榜 | 2021/4/9－2021/4/15 | #1       | 《上下冊：live@雲門劇場》預購版。                                                               |
| 光南 影音光碟銷售排行榜     | 2021/4/9－2021/4/15 | #1       | 《上下冊：live@雲門劇場》預購版。                                                               |
| 博客來 每月暢銷排行         | 2021 年 3 月        | #1       | 《上下冊：live@雲門劇場》預購版。                                                               |
| 博客來 每週暢銷排行         | 2021 年 7 －16 週   | #1       | 《上下冊：live@雲門劇場》預購版。                                                               |

## 備註
1. ↑  吳青峰所屬之經紀公司
2. ↑  《上下冊》演唱會不直接對外售票，僅參與專輯預購的樂迷，可憑預購序號報名抽門票，兩天共限定四百位觀眾